# Jennifer Miller
Jennifer Miller (California, 1961) es una artista de circo, malabarista, tragafuegos, escritora, profesora, empresaria y activista estadounidense, que ha vivido con barba durante la mayor parte de su vida debido a su hirsutismo. Es la fundadora del Circus Amok de Nueva York.

## Trayectoria
Miller es la hija más joven de dos profesores cuáqueros. Creció entre Connecticut y California. Empezó a dedicarse a las artes escénicas y al teatro cuando estaba en el instituto, y participó en la escena de la danza cuando se trasladó a Nueva York a principios de la década de 1980.
En su carrera como intérprete, que abarca más de 20 años, ha actuado como mujer barbuda en varias compañías de circo como Bread and Puppet Theatre o Outdoor Pageantry, y en el Coney Island USA. Miller también ha colaborado en obras teatrales con Sarah Schulman, y con numerosos coreógrafos y bailarines. 
En 1989, fundó la compañía de circo y teatro Circus Amok en Nueva York, de la que es directora, y en la que realiza espectáculos que reflejan los problemas de justicia social como la migración, educación sexista, devastación ambiental o racismo. Considerado satírico, lésbico, queer y feminista. Es un espectáculo gratuito y accesible para todos los públicos.
También trabajó en el documental de 1992, Juggling gender: politics, sex and identity de Tami Gold, una pieza experimental que explora la fluidez del género y la construcción de la identidad sexual y de género, mostrados a través de su historia. Quince años después, en 2008, Gold realizó un nuevo vídeo con la evolución de la vida de Miller, llamado Still juggling, still bearded, en el que se expone su posición respecto a la familia, la religión y su trabajo en los sideshows de Coney Island y el Circus Amok.
En 2003, la directora francesa Frédérique Pressman, estrenó el documental Un Cirque à New York, que explora el trabajo de Miller y el Circus Amok en la ciudad de Nueva York, mostrando el día a día de la gira de 1999 en la que reclamaban espacios públicos y hacían activismo a través del humor y la diversión, en un contexto en el que se desarrollaron importantes disturbios sociales y movimientos de oposición a las políticas de Rudy Giuliani por el asesinato de Amadou Diallo, un joven inmigrante guineano al que la policía disparó 41 veces en febrero de ese mismo año.
En 2010, Miller actuó como coanfitriona de la pieza de Vaginal Davis, Hablando desde el diafragma, en el Performance Space122. En 2016, fue la directora del festival que apoya el cine independiente hecho por mujeres: Citizen Jane Film Festival, en la edición dedicada al circo.
Miller es ampliamente reconocida por su trabajo y ha recibido varios premios, entre ellos el Obie, Bessie, BAX 10 y el Premio Ethyl Eichelberger. Enseña interpretación en el Pratt Institute de Nueva York, y también en varias universidades, como la Universidad de California en Los Ángeles, el Instituto de las Artes de California, el Scripps College y la Universidad de Nueva York.

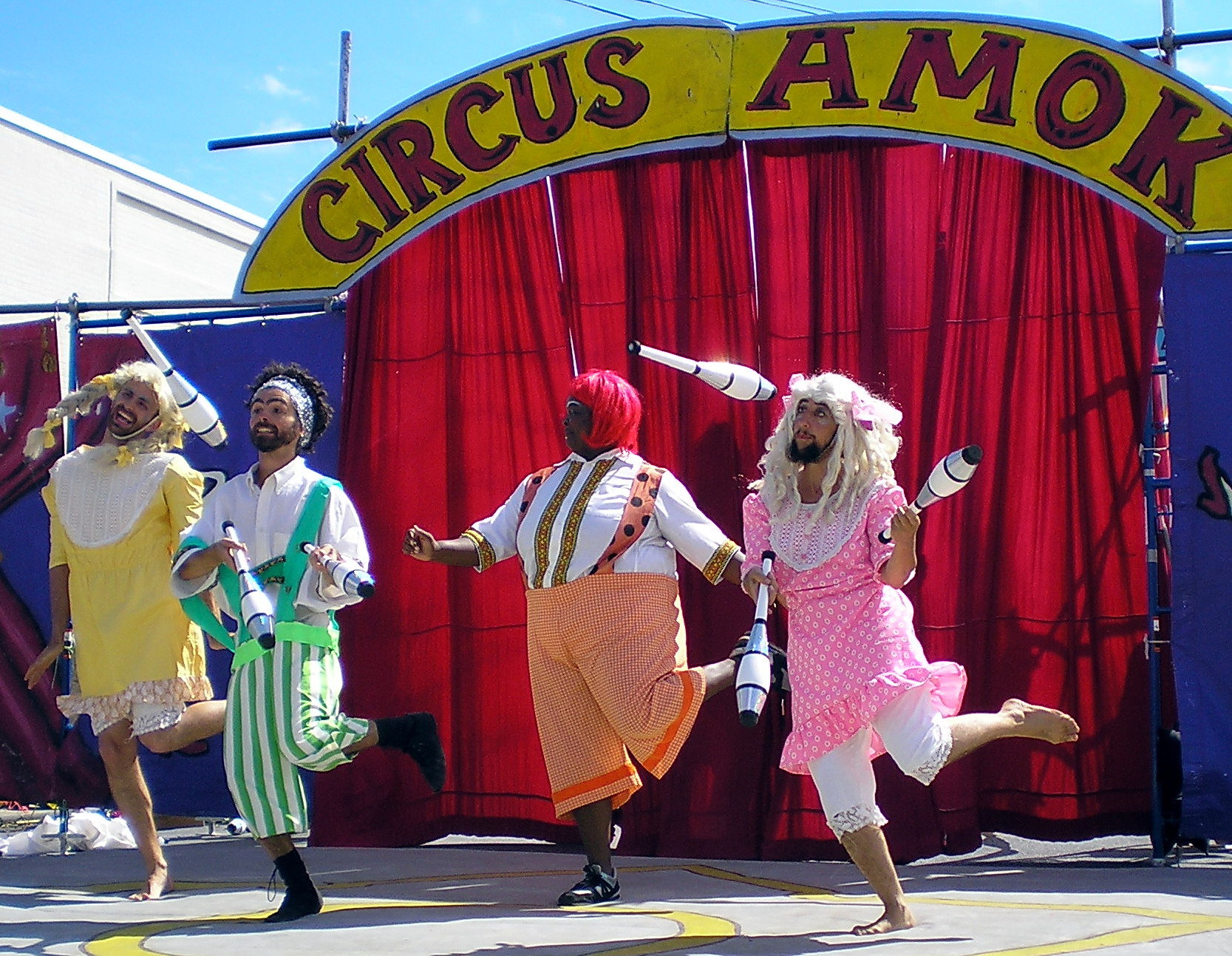
Circus Amok

## Obra

### Espectáculos
- 1991 - The survival show.[30]
- 1999 - Quality of Life II.[31]
- 2003 - Home * Land * Security.[14]
- 2006 - Citizen * Ship.[14]
- 2008 - Sub-Prime Sublime.[14][32]
- 2009 - Cracked Ice, or Jewels of the Forbidden Skates.[33]
- 2011 - The Golden Racket.[34][35][36]
- 2012 - MOO.[1]

### Conferencias y talleres
- 2016 - Big and Loud.[37]
- 2016 - Playing the Parks - 20 years of Circus Amok in NYC.[37][38]